# 長清路駅
座標: 北緯31度10分38秒 東経121度28分58秒 / 北緯31.17722度 東経121.48278度
長清路駅（ちょうせいろ-えき）は中華人民共和国上海市浦東新区に位置する上海地下鉄7号線の駅である。

## 駅構造
- 島式ホーム1面2線の地下駅。ホームドア設置駅。出口は4ヶ所ある。

## 駅周辺
- 上海国際博覧会7号門出入口

## 歴史
- 2009年12月5日 - 開業。

## 隣の駅
上海地下鉄
■7号線
後灘駅 - 長清路駅 - 耀華路駅　